# Fernando Sanz (futebolista)
Fernando Sanz Durán (Madrid, 29 de abril de 1965) é um ex-futebolista espanhol que atuava como zagueiro.

## Carreira
Filho de Lorenzo Sanz, ex-presidente do Real Madrid, o zagueiro iniciou sua carreira no time C dos Merengues, em 1993. Para ganhar experiência, foi emprestado ao Unión Española no mesmo ano, tendo disputado 47 partidas pelo clube chileno. Ele ainda jogou mais 2 temporadas pelo Real Madrid B, sendo integrado ao elenco principal em 1996, fazendo sua estreia na vitória por 5 a 0 sobre o Salamanca, onde atuou por 9 minutos. Ainda fez parte do elenco campeão da Liga dos Campeões da UEFA de 1997–98, porém nunca se firmou como titular do Real Madrid (foram apenas 35 partidas disputadas em 3 temporadas e meia no clube).
Sua melhor fase na carreira foi no Málaga, pelo qual fez seu primeiro gol como profissional justamente sobre o Real Madrid, em setembro de 2001, vencendo ainda a Taça Intertoto da UEFA em 2002. Até 2006, quando se aposentou dos gramados após o rebaixamento da equipe andaluz à segunda divisão espanhola, foram 240 jogos no total e 5 gols.

## Seleção Espanhola
Não chegou a defender a seleção principal da Espanha, tendo atuado apenas pelas equipes de base entre 1990 e 1991.

## Pós-aposentadoria
Pouco depois de encerrar a carreira de jogador, Sanz virou presidente do Málaga depois que seu pai comprou 97% das ações dos Boquerones. Exerceu o cargo até 2010, quando o clube foi vendido a Abdullah ben Nasser Al Thani, de quem ainda chegou a trabalhar como assessor antes de sair em definitivo da equipe no ano seguinte.

## Vida pessoal
Fernando Sanz é cunhado do ex-lateral Míchel Salgado, porém ambos nunca atuaram juntos (quando Salgado assinou com o Real Madrid, o zagueiro já havia saído da equipe).
Seu irmão, Paco Sanz, também foi revelado pelos Merengues e teve uma carreira de apenas 7 anos como profissional, além de ter sido presidente do Granada CF.

## Títulos
Real Madrid
- La Liga: 1 (1996–97)
- Liga dos Campeões da UEFA: 1 (1997–98)
- Copa Intercontinental: 1 (1998)

Málaga
- Taça Intertoto da UEFA: 1 (2002)